# Koko ni Ita Koto
Albums de AKB48
Set List (...)
(14 juillet 2010) 1830m
(15 août 2012)
Singles
1. Ponytail to Shushu
Sortie : 26 mai 2010
2. Heavy Rotation
Sortie : 18 août 2010
3. Beginner
Sortie : 27 octobre 2010
4. Chance no Junban
Sortie : 8 décembre 2010

Koko ni Ita Koto (ここにいたこと, Nous étions là) est le troisième album studio du groupe AKB48.

## Présentation
Il est présenté comme le premier album original du groupe, les trois albums précédents ayant été présentés comme des compilations de singles. Il contient un DVD en supplément.
Il sort le 8 juin 2011 au Japon sur le label King Records, produit par Yasushi Akimoto. Initialement prévue pour le 6 avril, sa sortie a été repoussée de deux mois à la suite du séisme de Tohoku. Il est produit à plus d'un million d'exemplaires, dont 321 000 sont vendus dès le premier jour. Il atteint la 1re place du classement des ventes hebdomadaire de l'oricon.
Il sort aussi en deux éditions limitées avec des pochettes différentes : une autre version "CD+DVD" avec un livret de photo en supplément, et une version "CD seul" avec en supplément une photo d'une des membres.
L'album contient seize titres, dont quatre sortis précédemment en singles en 2010 (Ponytail to Shushu, Heavy Rotation, Beginner, Chance no Junban).

## Titres
| CD      | CD                                          | CD                                                            | CD    | CD | CD | CD | CD | CD | CD |
| No      | Titre                                       | Interprètes                                                   | Durée |    |    |    |    |    |    |
| ------- | ------------------------------------------- | ------------------------------------------------------------- | ----- | -- | -- | -- | -- | -- | -- |
| 1.      | Shôjotachi yo (少女たちよ)                  |                                                               | 4:33  |    |    |    |    |    |    |
| 2.      | Overtake                                    | Team A                                                        | 4:44  |    |    |    |    |    |    |
| 3.      | Boku ni Dekiru Koto (僕にできること)        | Team K                                                        | 4:09  |    |    |    |    |    |    |
| 4.      | Renai Circus (恋愛サーカス)                 | Team B                                                        | 3:37  |    |    |    |    |    |    |
| 5.      | Kaze no Yukue (風の行方)                    | Kuramochi, Sashihara, Takahashi, Ōshima, Minegishi, Kashiwagi | 5:07  |    |    |    |    |    |    |
| 6.      | Wagamama Collection (わがままコレクション)  | Ōta, Komori, Watanabe, Ami Maeda, Sumire Satō, Jurina Matsui  | 4:53  |    |    |    |    |    |    |
| 7.      | Ningyo no Vacances (人魚のバカンス)         | Takajō, Nitō, Yokoyama, Kasai, Kitahara, Masuda, Amina Satō   | 4:00  |    |    |    |    |    |    |
| 8.      | Kimi to Boku no Kankei (君と僕の関係)       | Atsuko Maeda, Tomomi Itano                                    | 3:02  |    |    |    |    |    |    |
| 9.      | Iikagen no Susume (イイカゲンのススメ)      | Katayama, Kojima, Shinoda, Akimoto, Miyazawa, Rena Matsui     | 4:30  |    |    |    |    |    |    |
| 10.     | High School Days                            | Team Kenkyūsei (Team 研究生)                                  | 4:36  |    |    |    |    |    |    |
| 11.     | Team B Oshi (チームB推し)                   | Team B                                                        | 4:28  |    |    |    |    |    |    |
| 12.     | Chance no Junban (チャンスの順番)           | (19e single)                                                  | 4:19  |    |    |    |    |    |    |
| 13.     | Beginner                                    | (18e single)                                                  | 3:58  |    |    |    |    |    |    |
| 14.     | Ponytail to Shushu (ポニーテールとシュシュ) | (16e single)                                                  | 4:00  |    |    |    |    |    |    |
| 15.     | Heavy Rotation (ヘビーローテーション)       | (17e single)                                                  | 4:43  |    |    |    |    |    |    |
| 16.     | Koko ni Ita Koto (ここにいたこと)           | AKB48, SKE48, SDN48, NMB48                                    | 4:11  |    |    |    |    |    |    |
| 1:09:27 |                                             |                                                               |       |    |    |    |    |    |    |

| 1. | Ponytail to Shushu (ポニーテールとシュシュ) (Clip) |  |
| 2. | Heavy Rotation (ヘビーローテーション) (Clip)       |  |
| 3. | Beginner (Clip)                                    |  |
| 4. | Chance no Junban (チャンスの順番) (Clip)           |  |